# Hilma Nicanor
Hilma Ndinelago Nicanor (sinh ngày 3 tháng 5 năm 1956 tại Vùng Oshana) là một chính trị gia người Namibia và nhà hoạt động phụ nữ. Năm 18 tuổi, cô gia nhập SWAPO và cánh quân sự của nó, Quân đội Giải phóng Nhân dân Namibia (PLAN) để đóng góp cho cuộc chiến giành độc lập của Namibia. Năm 2004, cô trở thành Ủy viên Hội đồng bầu cử đô thị Keetmanshoop và là một trong hai đại diện của Vùng ǁKara tại Hội đồng Quốc gia Namibia, thượng viện của đất nước. Từ năm 2011, Nicanor là Thứ trưởng Bộ Cựu chiến binh Namibia.
Nicanor hoàn thành trường học vào năm 1974 tại Martin Luther High ở Okombahe, và được giáo dục thêm ở Bulgaria.